# Richard Bassett

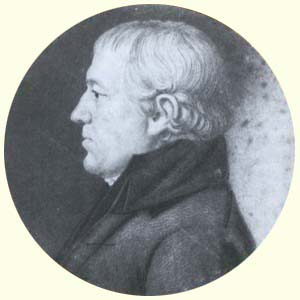

Richard Bassett (17 de abril de 1745 - 15 de agosto de 1815) foi um político norte-americano que foi governador do estado do Delaware, no período de 1799 a 1801, pelo Partido Federalista.